# Захаровцы (Добрянский район)
Захаровцы — деревня в Добрянском районе Пермского края. Входит в состав Висимского сельского поселения.

## Географическое положение
Деревня расположена на правом берегу реки Дивья, примерно в 14 км к юго-востоку от административного центра поселения, села Висим, и в 18 км к северо-западу от города Добрянка.

## Население
| 2010 |
| ---- |
| 2    |

## Топографические карты
- Лист карты O-40-53 Доьрянка. Масштаб: 1 : 100 000. Издание 1977 г.